# Cycas rumphii
Espèce
Synonymes
- Cycas celebica Miq.

Statut de conservation UICN

 NT  : Quasi menacé
Statut CITES
Cycas rumphii est une espèce de plantes de la famille des Cycadaceae.
Il produit une sorte d'amidon blanc dont on tire le sago.

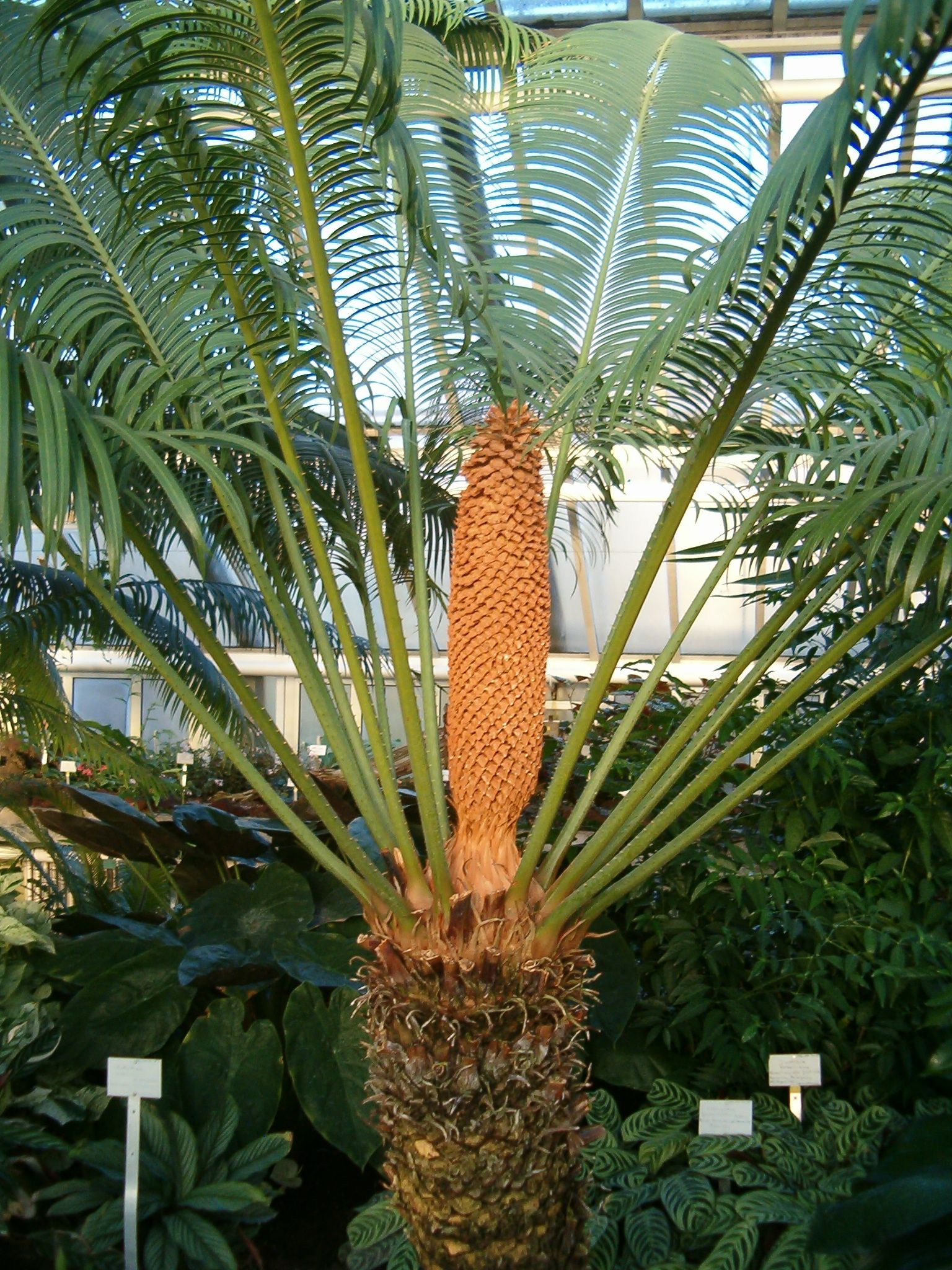
Organe reproducteur mâle.
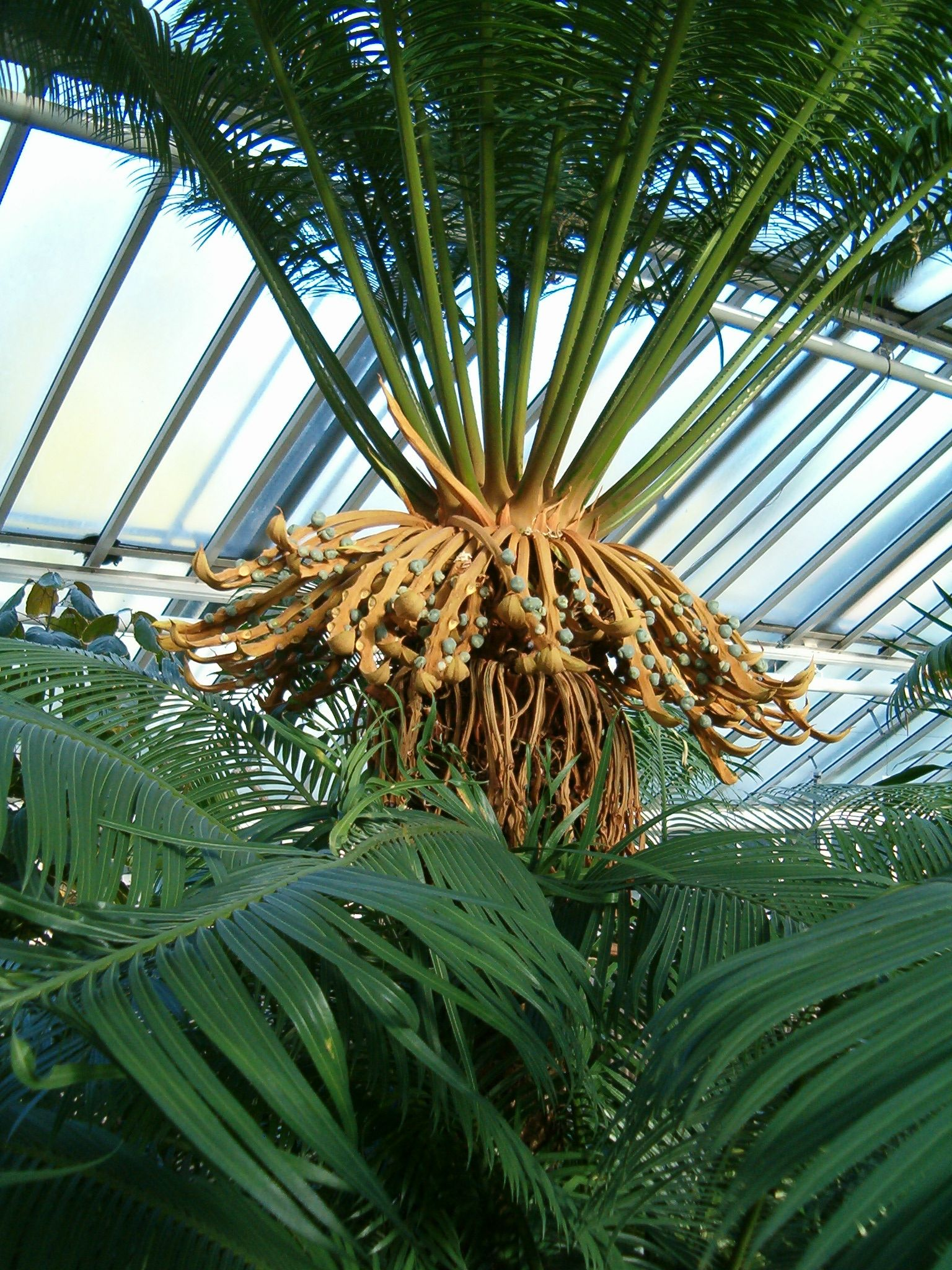
Organes reproducteurs femelles.

## Répartition et habitat

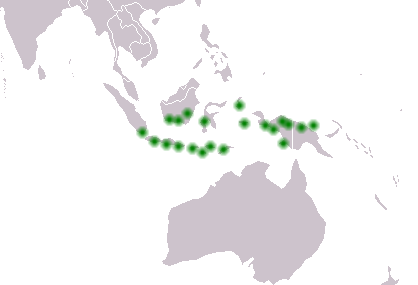
Aire de répartition naturelle.